# Davisson-Germer-Experiment
Das Davisson-Germer-Experiment wurde 1927 von Clinton Davisson und seinem damaligen Assistenten Lester Germer an den Bell Laboratories durchgeführt. Es war der erste experimentelle Nachweis von Interferenzerscheinungen bei materiellen Teilchen. Damit wurde die von Louis de Broglie 1924 formulierte Hypothese der Materiewellen bestätigt. 1937 wurde Davisson für dieses Experiment mit dem Nobelpreis für Physik ausgezeichnet.

## Experiment

Aufbau des Experimentes

Der Versuchsaufbau besteht im Wesentlichen aus einer Elektronenquelle, einem Metall mit monokristalliner Oberfläche und einem Faraday-Becher in einer Vakuumkammer. Die Elektronen treffen mit einer Geschwindigkeit, die über eine Beschleunigungsspannung geregelt werden kann, auf die Metalloberfläche und werden unter verschiedenen Streuwinkeln {\displaystyle \theta } gestreut. Mithilfe des Faraday-Bechers wird die Intensität der gestreuten Elektronen in Abhängigkeit von {\displaystyle \theta } gemessen, wobei durch ein elektrisches Gegenfeld sichergestellt wurde, dass nur elastisch gestreute Elektronen detektiert wurden. Im Originalexperiment von 1927 wurde ein geschliffener  Nickelkristall verwendet, und der Elektronenstrahl war senkrecht zur Kristalloberfläche ausgerichtet.

### Beobachtung
Klassisch würde man erwarten, dass die Intensität der gestreuten Elektronen bei allen Streuwinkeln dieselbe ist – wie z. B. beim Stoß harter Kugeln –, oder nur schwach vom Winkel abhängt. Im Davisson-Germer-Experiment zeigte sich jedoch ein Interferenzmuster mit deutlichen Maxima und Minima bei bestimmten Winkeln. Unter bestimmten Bedingungen verhalten sich Elektronen also wie Wellen. Die Lage der Maxima entspricht genau der Bragg-Gleichung, die 1912 von William Lawrence Bragg für die Beugung von Röntgenstrahlung an Kristallen aufgestellt wurde. Den Elektronen muss dabei die von de Broglie vorgeschlagene Materiewelle zugeschrieben werden, deren Wellenlänge die im Innern des Kristalls vergrößerte kinetische Energie der Elektronen berücksichtigt.

## Historisches
Davisson und Germer hatten Andeutungen einer Interferenz zufällig schon 1925 beobachtet, nachdem versehentlich Luft in die Versuchsvorrichtung eingedrungen war und der Nickelkristall danach zum Entfernen der entstandenen Oxidschicht erhitzt worden war. Dabei hatten sich an der Kristalloberfläche monokristalline Strukturen gebildet, in der Ausdehnung vergleichbar zu der des Elektronenstrahls.
Im Jahr 1924 stellte Louis de Broglie die Hypothese auf, dass Materie Eigenschaften aufweist, die denen einer Welle entsprechen. Eine der Folgerungen ist, dass es bei Teilchen zu Interferenz kommen kann. Walter Elsasser schlug 1925 vor, die Welleneigenschaft langsamer Elektronen durch Streuung an Einkristallen zu belegen. Weder die Arbeiten von de Broglie noch Elsassers Vorschlag waren Davisson und Germer zu Beginn ihres Experiments bekannt.
Die Wellenlänge von Elektronen ist sehr klein, weswegen Objekte, an denen deutliche Beugungsphänomene auftreten können, auch sehr klein sein müssen. Bis zur Beugung am Doppelspalt sollte es daher noch fast 40 Jahre dauern: erst 1959 gelang Claus Jönsson an der Universität Tübingen ein entsprechendes Experiment.